# Polyceridae
Los Polyceridae son una familia de babosas de mar conocidas como nudibranquios. Los nudibranquios son un grupo de moluscos gasterópodos marinos.

## Taxonomía
La familia Polyceridae se clasifica dentro del clado Doridacea, perteneciente a su vez al clado Euctenidiacea, dentro del clado Nudipleura (según la taxonomía de los Gastropoda de Bouchet & Rocroi, 2005 ).
Los Polyceridae constan de estas subfamilias:
- Kalinginae Pruvot-Fol, 1956
- Kankelibranchinae Ortea, Espinosa y Caballer, 2005
- Nembrothinae Burn, 1967
- Polycerinae Alder y Hancock, 1845 - sinónimos: Triopinae Gray, 1847, Euphuridae Iredale y O'Donoghue, 1923, Gymnodorididae Odhner, 1941
- Triophinae Odhner, 1941
  - tribu Triophini Odhner, 1941 - sinónimo: Kaloplocaminae Pruvot-Fol, 1954
  - tribu Limaciini Winckworth, 1951 - sinónimo: Lailinae Burn, 1967

## Géneros
Los géneros de Polyceridae incluyen:
- Subfamilia Kalinginae Pruvot-Fol, 1956
  - Género Kalinga Alder & Hancock, 1864 - género tipo en la subfamilia Kalinginae
- Subfamilia Kankelibranchinae Ortea, Espinosa y Caballer, 2005
  - Género Kankelibranchus Ortea, Espinosa y Caballer, 2005
- Subfamilia Nembrothinae Burn, 1967
  - Género Martadoris Willan y Chang, 2017
  - Género Nembrotha Bergh, 1877 - género tipo en la subfamilia Nembrothinae
  - Género Roboastra Bergh, 1877
  - Género Tambja Burn, 1962
  - Género Tyrannodoris Willan y Chang, 2017
- Subfamilia Polycerinae Alder y Hancock, 1845
  - Género Greilada Bergh, 1894
  - Género Gymnodoris Stimpson, 1855
  - Género Lamellana Lin, 1992
  - Género Lecithophorus Macnae , 1958
  - Género Palio Grey, 1857
  - Género Paliolla Burn, 1958
  - Género Polycera Cuvier, 1817 - género tipo en la familia Polyceridae
  - Género Polycerella AE Verrill, 1881
  - Género Thecacera Fleming, 1828
- Subfamilia Triophinae Odhner, 1941
  - Género Colga Bergh, 1880
  - Género Crimora Aliso y Hancock, 1855
  - Género Heteroplocamus Oliver, 1915
  - Género Holoplocamus Odhner, 1926
  - Género Joubiniopsis Risbec, 1928
  - Género Kaloplocamus Bergh, 1893
  - Género Limacia DE Müller, 1781
  - Género Plocamopherus (Rüppell y Leuckart, 1831)
  - Género Triopha Bergh, 1880 - género tipo en la subfamilia Triophinae

Géneros puestos en sinonimia
- Género Cabrilla Fewkes, 1889: sinónimo de Triopha Bergh, 1880
- Género Euplocamus Philippi, 1836: sinónimo de Kaloplocamus Bergh, 1892
- Género Histiophorus Pease, 1860: sinónimo de Plocamopherus Rüppell en Rüppell y Leuckart, 1828
- Género Issa Bergh, 1881: sinónimo de Colga Bergh, 1880
- Género Issena Iredale y O'Donoghue, 1923: sinónimo de Colga Bergh, 1880:
- Género Laila MacFarland 1905 : sinónimo de Limacia Muller, 1781 [2]
- Género Peplidia Lowe, 1842: sinónimo de Plocamopherus Rüppell en Rüppell y Leuckart, 1828